# Adonis Shropshire
Adonis Shropshire (Chattanooga, 1 de novembro de 1977) é um produtor musical e compositor, tendo ganho prémios em ambas as categorias.
Escreveu e produziu músicas como "I Stay In Love" de Mariah Carey, "My Boo" de Usher e Alicia Keys, "I Need a Girl" (parte 1 e 2) de P.Diddy, "Say Goodbye" de Chris Brown, "And I" de Ciara, "Circle" de Marques Houston, "Since You've Been Gone" dos Day26, "Push" do Enrique Iglesias e Summertime de Beyoncé. Adonis tornou-se um compositor profissional em 2001, quando recebeu oficialmente os créditos da música "Walking On Sunshine" da cantora Jennifer Lopez.

## História
Adonis nasceu na Atlanta, mais propriamente em Chattanooga, e frequentou a universidade Chattanooga Phoenix III no curso de Performing Arts. A meio do curso conheceu Usher Raymond IV, formaram um grupo depois deste se ter mudado para Atlanta. Depois da universidade, Adonis frequentou um estúdio local, onde aprendeu a arte da criação de sons, inclusive foi ensinado a produzir música, usando o equipamento musical, aprendeu a dirigir uma gravação e a escrever músicas. Acabou por se tornar num director geral da Phoenix Ave Productions LLC, que ele próprio fundou.
Como tinha uma amizade com o trio musical de R&B Blaque, Adonis viajou com eles para assistir a várias sessões de gravação. Natina Reed e a formadora do trio Blaque Shamari Fears, afirmaram que ele tinha um talento particular para a produção de vocais e para a contribuição em estúdio. Esta amizade com a banda, fez nascer a oportunidade de uma sessão de gravação, que consistia numa ajuda vocal em três músicas, para o álbum de estreia da banda. Adonis começou então as três sessões, sessões que ajudaram Adonis a saber que realmente queria ser um compositor e produtor profissional.
Em 1997, Adonis regressou a Atlanta para concretizar o seu sonho de entrar na indústria musical. Num local onde estava a cantar em grupo, foi apresentado a Rowdy Records (da The Woodland Entertainment Group), que mais tarde viria a tornar-se seu gerente (manager). Quando a banda Blaque acabou, em 2000, Adonis decidiu focar-se em compor músicas. Começou então, a escrever canções para as gravações de outros artistas. Sendo assim, o seu gerente agendou uma reunião com o directo geral da editora Bad Boy Worldwide Sean "Diddy" Combs. Desde então, Adonis não tinha produzido mais músicas, sendo assim P.Diddy desafiou o jovem compositor a escrever uma música. Depois da sua conclusão, P.Diddy ficou bastante satisfeito com o resultado final e incluiu no novo álbum da cantora Jennifer Lopez, ficando assim reconhecida como a primeira música oficial com direitos autorais de Adonis. Logo após P.Diddy ter assinado com Adonis, através da EMI, foi publicado uma compilação "Hit Men Squad" que inclui as músicas escritas para Faith Evans, Carl Thomas, 112, Cheri Dennis, Beyoncé, Usher, b2k, e Ciara.
Este trabalho ardúo, resultou numa afiliação com a Bad Boy Records, que iria vir a trabalhar com Noontime, que foi o co-geriu o contacto com a editora). Deste feito, Adonis conheceu Bryan-Michael Cox, com quem trabalhou e graças a esta parceria, cedo já estava a escrever músicas para Chris Brown, Nicole Scherzinger, Mariah Carey and Gwen Stefani. Ainda antes de trabalhar com Cox, Adonis escreveu e produziu um vasto número de músicas, incluindo "My Boo" de Usher e Alicia Keys, que foi número um na Billboard e "I Need a Girl" (Parte 2). Ganhou dois Grammys, por ter trabalhado nos álbuns de Usher e Mariah Carey, e por ter escrito Say Goodbye" de Chris Brown, juntamente com Cox, conseguiu o seu primeiro número um na Hot R&B Chart.
Adonis associou-se a Jay Brown, Jay-Z e Tyran Smith da Roc Nation. Em 2008, Adonis assinou com a BeatStreet Records, Inc. que inclui o cantor Sonny Blaq e o duo feminino Melrose. Adonis produziu músicas próprias para a BeatStreet Records, Inc. e começou a criar o seu próprio projecto. No entanto, também trabalhou noutros projectos de outros artistas, como por exemplo, Monica, LeToya Luckett, Leona Lewis, Flo Rida, Clipse, Nick Cannon, Amerie, Gwen Stefani, Claudette Ortiz, Tamia, Lloyd, Cassie, Marques Houston, New Edition, and Nivea.
Ainda trabalhou com Frankie J, Enrique Iglesias e Keyshia Cole. Tem como futuro projectos trabalhar com Monica, Brandy (reedição), Rihanna, Chris J, Teairra Mari, Ginuwine, Mario, Toni Braxton, Usher, Chris Brown, e Cherish.
Nesta altura, Adonis está a trabalhar no quarto álbum de estúdio de Rihanna.

## Discografia

### 112-Hot & Wet
- "Say Yes"

### 8Ball & MJG-Living Legends
- "Tryna Get At You"

### Algebra - Purpose
- "Tug Of War"

### Avant-Director
- "Mr. Dream"
- "Grown A** Man"

### B2K-Pandemonium
- "One Kiss"

### B2K-You Got Served Soundtrack
- "Out The Hood"
- "Sprung"

### B5-Don't Talk, Just Listen
- "Erica Kane"
- "Right To Left"

### Beyoncé-Bad Boys II
- "Keep Giving Your Love To Me"

### Beyoncé- The Fighting Temptations (Soundtrack)
- Summertime

### Brandy-Human
- "Not Gonna Make Me Cry Pts.1 & 2" (Unreleased)
- "Back & Forth" (Unreleased)

### Brick & Lace-Love Is Wicked
- "Boyfriend"

### Carl Thomas-Let's Talk About It
- "She Is"
- "But Me"
- "Let Me Know"

### Cassie- por anunciar
- "2 The Morning"

### Cherish-Unappreciated
- "Moment In Time"
- "Chevy"
- "Show And Tell"
- "Oooh"

### Chris Brown-Chris Brown
- "Winner"
- "Say Goodbye"

### Chris Brown-Exclusive
- "Throwed"

### Cheri Dennis-In and Out of Love
- "Remind You"
- "Droppin Out Of Love"

### Ciara-Goodies
- "And I"

### Ciara-Ciara: The Evolution
- "C.R.U.S.H."

### Danity Kane-Danity Kane
- "Touching My Body"
- "Ride For You"
- "One Shot"

### Danity Kane-Welcome to the Dollhouse
- "2 Of You"

### Day26-Day26
- "Since You've Been Gone"
- "Are We In This Together"

### Dream-It Was All a Dream
- "This Is Me (Remix)"

### Dream- por anunciar
- "Krazy" (ft. Loon

### Enrique Iglesias-Insomniac
- "Push"

### Faith Evans-Faithfully
- "Dont Cry"

### Frankie J-Priceless
- "Priceless"

### Ginuwine-A Man's Thoughts
- "Last Chance"

### J Holiday-Back of My Lac'
- "Be With Me"
- "Thank you"
- "Without You"

### Jennifer Lopez-J. Lo
- "Walking On Sunshine"
- "I'm Waiting"

### Jennifer Lopez-J to tha L-O! The Remixes
- "Walking On Sunshine" (Metro Remix)

### KeKe Wyatt
- "My Man"

### Keith Sweat-Rebirth
- "Trust Me"

### Keyshia Cole-Just like You
- "Was It Worth It"

### Kenny Lattimore&Chante Moore-Uncovered/Covered
- "Figure It Out"

### Lee Carr
- "The Way We Used To Be"

### LeToya Luckett-Lady Love
- "Him"
- "We Beat Em All"

### Lil' Fizz
- "Fluid"

### Lloyd-Street Love
- "Lloyd (Intro)"
- "Go Back (Ghetto Love)"

### Lloyd-Lessons in Love
- "Heart Attack"
- "Love Making 101"

### Latif-Love In The First
- "Love In The First"
- "My Man's Girl"
- "Put Me On"

### Loon-Loon
- "Like A Movie"

### Mariah Carey-The Emancipation of Mimi
- "So Lonely Part 2"

### Mariah Carey-E=MC²
- "I Stay In Love"
- "For The Record"
- "4Real 4Real"

### Mario- por anunciar
- "Better Man"

### Mario Winans-Hurt No More
- "Whats Wrong With Me"
- "Turn Around"
- "Cant Judge Me"
- "You Knew"
- "Never Really Was"

### Marques Houston-Naked
- "Do You Mind"

### Marques Houston-Veteran
- "Circle"
- "Exclusively"

### Monica-Still Standing
- Still Standing (featuring Ludacris)
- "Lessons Learned"
- "So Bad"
- "Same Block"

### Nephu- por anunciar
- "Dance For Me"

### New Edition-One Love
- "Sexy Lady"
- "Wildest Dreams"
- "Love Again"

### Nicole Scherzinger- por anunciar
- "Steam"
- "Outside Lookin In"

### Nick Cannon-Nick Cannon
- "Whenever You Need Me (ft. Mary J. Blige)"

### Nivea-Nivea
- "U Don't Even Know"

### Omarion-21
- "Made For Tv"
- "Just Cant Let You Go"

### O'Ryan-O'Ryan
- "Anything"
- "Take It Slow"
- "Introducing"

### One Chance- unreleased album
- "Don't Wanna Be"

### P.Diddy-The Saga Continues...
- "Ride Wit Me"

### P.Diddy-We Invented The Remix: Volume 1
- "I Need a Girl (Part One)"
- "I Need a Girl (Part Two)"

### Pleasure P-The Introduction of Marcus Cooper
- "Beast"
- "She Love Me Longtime"
- "No Tonight"
- "Soakin Wet"

### Sammie-Sammie
- "Come With Me"
- "Another Last Chance"
- "Back To Love"

### Sammie- por anunciar
- "Mechanic"

### Sammie ft soulja boy tell'em- por anunciar
- "kiss me thru the phone"

### Sterling Simms-Yours, Mine & The Truth
- "Best Friend"
- "I Know"

### Sureshot- por anunciar
- "Story Of My Life"

### Tamia-Between Friends
- "Too Grown For That"

### Teairra Mari-Roc-A-Fella Presents: Teairra Mari
- "Act Right"

### Twista-The Day After
- "So Lonely Pt. 2"

### Usher-Confessions
- "My Boo"

### Usher-Rhythm City Volume One: Caught Up
- "What You Need"

### Young Steff- por anunciar
- "If U Let Me"

## Prémios e nomeações
| Ano  | Prémio |
| ---- | --- |
| 2004 | Grammy para "Best Contemporary R&B Album" -- Confessions de Usher (Prémio de Álbum - Vencido)                            |
| 2004 | Grammy para "Best R&B Song" -- My Boo de Usher e Alicia Keys (Prémio de compositor)                                      |
| 2004 | Grammy Awards para "Best Performance By Group or Duo" -- My Boo de Usher e Alicia Keys (Prémio de Artista)               |
| 2005 | Grammy Awards para "Best Contemporary R&B Album" -- The Emancipation of Mimi de Mariah Carey (Prémio de Álbum - Vencido) |